# Glitch Techs
Glitch Techs ist eine amerikanische Science-Fiction-Animationsserie von Eric Robles und Dan Milano. Sie wurde von Nickelodeon zur Veröffentlichung auf Netflix produziert. Die erste Staffel erschien am 21. Februar 2020, die zweite am 17. August desselben Jahres.

## Handlung
Wenn in Bailley Computerspiele einen Glitch haben, bedeutet das, dass Videospielmonster als digitale Konstrukte in die reale Welt übertreten. Die Firma hinter dem Virtual-Reality-Spiel Hinobi Smash bildet in den Hinterräumen ihres Elektronikladens Hinobi ihre Mitarbeiter zu Glitch Techs aus, die mit ihrer Technologie und Gamerlogik die Glitche bekämpfen und einfangen können, wofür sie Erfahrungspunkte erhalten. Bei Zivilisten, die etwas von den Glitches mitbekommen, können sie die Erinnerung daran löschen, in Gamersprache „resetten“.
Als während eines Hinobi Smash-Turniers der Spieler Hi-5 durch Kooperation mit Me-K.O. gegen den Champion Mitch Williams, einem Glitch Tech, gewinnt, bricht ein Glitch aus und alle Zuschauer und Teilnehmer werden resettet, was bei Miko aber fehlschlägt. Weil sie sich noch erinnert, sucht sie Five auf, um mit Mitch zu sprechen, der gerade einen Glitch bekämpft. Nachdem sie sich als Glitch Tech-Neulinge ausgeben und ihm helfen, den Glitch zu besiegen, werden sie bei Hinobi als solche angestellt. Im Zweierteam erfüllen der planerische Five und die hyperaktive, ungeduldige Miko von da an Missionen, bekämpfen Glitche und sammeln Erfahrungspunkte, um aufzusteigen und Belohnungen zu erhalten, wie das Begleittier Ally, ein Feuervogel.

## Episodenliste

### Staffel 1
| Nr. (ges.) | Nr. (St.) | Deutscher Titel                        | Originaltitel              | Regie        | Drehbuch                   |
| --- | --------- | -------------------------------------- | -------------------------- | ------------ | -------------------------- |
| 1 | 1         | Der Hinobi-Hype                        | Age of Hinobi              | Ian Graham   | Dan Milano                 |
| Im Hinobi Smash-Turnier gewinnt Five mithilfe von Miko gegen den Champion Mitch Williams, als ein Glitch erscheint. Das Tech-Team resettet die Erinnerung der Zuschauer und Teilnehmer, was aber bei Miko, die von zuhause aus spielt, fehlschlägt. Mitch resettet Five persönlich und nimmt ihm den Sieg ab. Miko sucht Five auf, dem sie erklärt, was passiert ist, und gemeinsam konfrontieren sie Mitch, der dabei einen anderen Glitch in einer Videospielhalle freilässt und sie in einen Hinobi-Van sperrt. Dort entdecken sie den Roboter-Assistenten BITT und geben sich als Neulinge der Firma aus, um Mitch gegen den Glitch zu helfen. Nachdem sie ihm geholfen haben, erhalten sie neue Jobs im Laden und als Glitch Techs. Mikos Eltern werden resettet, was ihre Schwester Lexi heimlich mitbekommt.                                                            |           |                                        |                            |              |                            |
| 2 | 2         | Das Tutorial                           | Tutorial Mode              | Chris Graham | David Anaxagoras           |
| Five und Miko sollen zunächst ein Tutorial im Simulator absolvieren, das Miko aber abbricht. Stattdessen finden und starten sie das mit „G“ markierte Spiel Gross Out. Sie spielen gegen das Monster Garbile, das sich als geglitcht herausstellt und aus dem Simulator ausbricht. Ihr Boss Phil wird währenddessen von der Inspektorin Barbara einer Untersuchung unterzogen. Nachdem Five und Miko vor deren Augen Garbile auf seiner maximalen Stufe mithilfe seines Gegenspielers Sanitron besiegen, lässt Barbara die Filiale nicht schließen, aber Five und Miko müssen weiterhin das Tutorial abschließen. |           |                                        |                            |              |                            |
| 3 | 3         | Brandneue Glitch-Tech-Handschuhe       | Going, Going, Gauntlet!    | Phil Allora  | Ashly Burch                |
| Five und Miko erhalten ihre Glitch-Tech-Handschuhe und ihre erste Mission. Bei dieser finden sie einen teleportierenden Vogel, der die Kräfte dessen aufnimmt, was er verschluckt. Nachdem sie ihn von einem Glitch befreien und diesen mithilfe des Vogels, den Miko Ally (englisch für Verbündeter) nennt, besiegen, erhalten sie von Phil die Möglichkeit, mithilfe ihrer gewonnenen Erfahrungspunkte, den Vogel als Begleit- und Reittier zu erwerben. |           |                                        |                            |              |                            |
| 4 | 4         | Demolier-O-Dinos                       | Smashozaurs                | Chris Graham | Jeff Trammell              |
| Als Five mit seinem alten Freund Casino Demolier-O-Dinos spielt, erscheint ein Beherrscher-Glitch, der Casino in seinen Dino-Avatar verwandelt. Während Miko Mitch ablenkt, stellt Five Casino auf einer Brücke, wo alle Bosskämpfe des Spiels stattfinden. Indem Casino sich wieder erinnert, wer er eigentlich ist, lässt er den Glitch frei und Mitch fängt ihn ein. |           |                                        |                            |              |                            |
| 5 | 5         | Das Spukschloss-Spiel                  | Castle Crawl               | Phil Allora  | Sandeep Parikh             |
| Nachdem ein Team bei einer Mission afk gegangen, also nicht mehr erreichbar, ist, werden Five und Miko als D-Team an den Ort geschickt. In einem Wohnhaus hat ein Plan-Glitch über die Realität die Grafik des Spiels Castlestein, ein Spukschloss, (vergleiche Castlevania) gelegt, sodass sie dieses zum Erfüllen der Mission durchspielen müssen. Beide behaupten, dass es ihnen schon einmal gelungen war, das Videospiel durchzuspielen. Im Verlauf der Mission muss Five zugeben, dass dies nicht stimmt. Nachdem sie scheinbar den Endgegner besiegt haben, aber das Spiel nicht beendet wird, (an dieser Stelle hatte Miko das Spiel früher einfach ausgeschaltet) erkennen sie, dass es noch einen richtigen Endgegner gibt. Diesen finden und besiegen sie, wodurch sie die anderen Glitch Techs befreien, die von dem Endgegner in Statuen verwandelt worden waren. |           |                                        |                            |              |                            |
| 6 | 6         | Ein furchtloser Anführer               | Alpha Leader               | Chris Graham | Ashly Burch                |
| Als Mitch nach einer Mission krank ausfällt, müssen Five und Miko sich mit seinen Teammitgliedern Haneesh und Zarah für eine Mehrspieler-Mission zusammenschließen und wählen als neuen Anführer Five aus. Damit Zarah und Haneesh ihn „so wie Mitch respektieren“, übernimmt Five dessen Anführerstil, was heißt, dass er während der Mission den beiden nicht zuhört. Als er sich dem Sieg nahe glaubt, muss er erkennen, dass die Gegner anhand eines Kommandoraumschiffs respawnen können, wovor Haneesh ihn ganze Zeit warnen wollte. Nachdem er seine Teammitglieder mithilfe von Ally befreit und seine Fehler eingesteht, können sie gemeinsam die Gegner besiegen und die Mission abschließen. |           |                                        |                            |              |                            |
| 7 | 7         | Die Quest                              | Collection Quest           | Phil Allora  | Jenny DeArmitt             |
| Als das letzte Paar der neuesten Hinobi-Sneaker für Erfahrungspunkte erworben werden kann, schließt Five sich mit dem Neuling Bergy für eine Quest zusammen, während Miko den Tag mit ihrer Schwester Nica verbringen muss, die währenddessen an ihrem Smartphone hängt. Nachdem Five und Bergy in einem Geschäft ein Juwel eingesammelt haben, ohne ein Mädchen, das dies beobachtet hat, zu resetten, soll Miko am nächsten Glitch-Standort, einer Autowäsche, dazustoßen, bringt aber Nica mit. Sie finden dort ein Bonuslevel, in dem ein Narwal-Glitch Klötze auf sie spuckt. Nica erkennt, dass dies der Gaming-App Crystal Crush entspricht, und hilft Five, das Level zu gewinnen. |           |                                        |                            |              |                            |
| 8 | 8         | Abenteuerliches Tierbegleiter-Training | Adventures in Pet Training | Phil Allora  | Jen Bardekoff & Dan Milano |
| Als Ally zu glitchen scheint und Schaden nimmt, führt Phil Five und Miko zu Emma, Hinobis Begleittiertrainerin. Sie schickt die beiden in das Spiel, aus dem Ally stammt, das daraufhin aber angeblich glitcht, worauf sie sich unabhängig voneinander beeilen müssen, zum Portal zu gelangen. Five begegnet auf dem Weg einem Mecha-Golem, den er Alpha nennt, mit dem er sich, während sie sich gegenseitig helfen, anfreundet. Miko wiederum erkennt, dass Ally Nahrung aus ihrem originalen Spiel braucht, um sich wieder aufzuladen, und aktiviert so dessen Feuervogel-Form. Nachdem sie das Level beenden, wobei Alpha sich geopfert hatte, erfahren die beiden, dass Emma den Glitch simuliert hat, um ihnen etwas beizubringen. Five, der erkennt, dass Begleiter nicht austauschbar sind, erhält Alpha als Begleiter.                                                |           |                                        |                            |              |                            |
| 9 | 9         | Karate Trainer                         | Karate Trainer             | Phil Allora  | Eric Acosta                |
| Mikos Schwester Lexi, die sonst bei ihren Hobbys immer Pokale holt, hat vor einem Karate-Turnier Zweifel und bittet Miko, ihr mittels ihrer „Tech-Magie“ beim Training zu helfen. Sie schleichen sich dank Five bei Hinobi ein und aktivieren im Simulator Karate Trainer 4. Nach einigen Kämpfen gegen Gegner, bei denen Miko und Five mit ihren Gamerskills die Kämpfe eher an sich reißen als Lexi zu trainieren, verlässt sie die Simulation, um zum Turnier zu kommen. Five kann die Simulation nicht abstellen, weil Lexis Spielergürtel noch aktiviert ist. Nachdem sie beim Turnier verliert, klärt Five sie darüber auf, doch den Gürtel abnehmen zu wollen, aktiviert die Simulation erneut und Lexi muss noch den Endgegner besiegen. Als ihr dies gelingt, indem sie Gamerskills anwendet, erhält sie schließlich eine virtuelle Trophäe.                          |           |                                        |                            |              |                            |
| Alle Folgen wurden weltweit am 21. Februar 2020 auf Netflix veröffentlicht. |           |                                        |                            |              |                            |

### Staffel 2
| Nr. (ges.) | Nr. (St.) | Deutscher Titel           | Originaltitel         | Regie        | Drehbuch                                             |
| --- | --------- | ------------------------- | --------------------- | ------------ | ---------------------------------------------------- |
| 10 | 1         | Für immer anders          | The Glitch Modder     | Chris Graham | Ashly Burch                                          |
| Nachdem Mitchs Teammitglieder bemerken, dass Miko nicht resettet werden kann, macht sie sich Sorgen darüber, wie Mitch sagt, anders zu sein. Sie und Five finden einen Katzen-Glitch mit einer unerlaubten Signatur mit einer Meisterin, der Miko durch ein Portal folgt. Sie landet bei Ridley, einer Modderin, die ihre Hinobi-Konsole verändert hat und dadurch Glitche kreiert und modifiziert. Als Five dazukommt, bricht ein veränderter Drachenkatzen-Glitch aus, dessen Bekämpfung Ridleys Unterschlupf zerstört. Obwohl Miko ihr anbietet, mit zu Hinobi zu kommen, ist Ridley misstrauisch und flieht durch ein Portal.                                                            |           |                           |                       |              |                                                      |
| 11 | 2         | Ping                      | Ping                  | Phil Allora  | Brad Bell & Dan Milano                               |
| Geri, eine alte Freundin von Five und seiner Familie, betreibt einen Retro-Videospielladen, den Fives Vater Emilio früher mit ihm jeden Tag besucht hatte. Doch nun sitzt Emilio wegen illegalen Hackings im Gefängnis. Geri hat einen alten Ping-Automaten aufgestellt, – das erste Spiel, bei dem man Pixel schlagen konnte – aus dem ein Glitch in Form eines Würfel ausbricht: der allererste Pixel. Während Miko und Mitch den Würfel beschäftigen, hackt Five im Laden ein weiteres Retro-Spiel, mit dem man erstmals Pixel zerstören konnte, und besiegt so den Glitch. |           |                           |                       |              |                                                      |
| 12 | 3         | Ralphie-Bär ist wieder da | Ralphie Bear Is Back  | Hyunjoo Song | Eric Acosta, Ashly Burch, Dani Michaeli & Dan Milano |
| Die Videospielhalle Joystick Junior wird den animatronischen Roboter Ralphie-Bär für Geburtstagsshows zurückbringen, dessen Einsatz vor zehn Jahren eingestellt worden war. Als sie vor der Neueröffnung den Laden vor Glitches sichern sollen, schleicht Five sich in den Showroom, weil er als Kind nicht die Gelegenheit hatte, Ralphie-Bär zu sehen. Ein weiterer Roboter, Ralphies Gegenspielerin, hat aber einen Glitch und will Five statt seines Kuchens zerstören und Miko muss sich als Ralphie verkleiden, um sie zu bekämpfen. |           |                           |                       |              |                                                      |
| 13 | 4         | BUDS                      | BUDS                  | Phil Allora  | Sarah McChesney                                      |
| Bei einer Mission gegen einen Glitch, der von allem, was ihn berührt, Klone erstellt, verhält Mitch sich egoistisch und erhält eine Standpauke von Five. Im Hauptquartier danach wirkt er wie ausgewechselt und gibt eine Party, bei der auch alle anderen nach und nach durch Klone ersetzt werden, bis Five den Glitch finden und die Originale befreien kann. |           |                           |                       |              |                                                      |
| 14 | 5         | Die neue Kandidatin       | The New Recruit       | Chris Graham | Ashly Burch                                          |
| Um an einen Glitch-Tech-Handschuh zu gelangen, kreuzt Ridley bei Miko und Five auf und lässt sich als neue Rekrutin anwerben. Bei ihrer ersten Mission klaut Mitch ihr die Erfahrungspunkte, worauf sie die Handschuhe ihres Teams modifiziert, damit sie ihn bei der Bestenliste überholen. Als Miko und Five die Schummelei zugeben wollen, haut Ridley ab, nachdem sie die Glitcheindämmung gehackt hat, sodass Glitche im Hauptquartier erscheinen. Aus Reue aber kehrt sie zurück und hilft diese zu besiegen. Mitch lässt sie danach gehen, ohne sie zu resetten. |           |                           |                       |              |                                                      |
| 15 | 6         | Findet den Glitch         | Find the Glitch       | Phil Allora  | Brad Bell & Dan Milano                               |
| Weil die Filiale offline genommen wird, um den Hauptserver zu warten, werden die Glitch Techs in einen Raum versammelt und sollen ein Spiel spielen. BITT hat derweil ihre Handschuhe in Verwahrung, von denen sie erfahren, dass diese ihre Erlebnisse bei Missionen aufnahmen. So lassen sie sich Clipmontagen (Ausschnitte aus bisherigen Episoden) zeigen. Dabei fassen sie den Verdacht, einer von ihnen könnte ein Glitch sein, und einigen sich auf Miko. Nur Five ist dagegen und hält zu seiner Freundin |           |                           |                       |              |                                                      |
| 16 | 7         | Die wahren Glitch Techs   | The Real Glitch Techs | Chris Graham | Jennifer Bardekoff                                   |
| Als Miko und Five bei einer Mission an die Stadtgrenze kommen, klärt Mitch sie über die Regel auf, dass sie in der Nachbarstadt Dabney keine Glitche einsammeln dürfen, was Five aber dennoch tut. Bei ihrer nächsten Mission erscheinen plötzlich die Glitch Techs aus Dabney, die der Meinung sind, nachdem ihnen ein Glitch gestohlen wurde, können sie in Bailey Glitche wildern. Der Streit zwischen den Teams führt dazu, dass Glitche sich verschmelzen und aufleveln, worauf Five zugibt, dass er der Glitch-Dieb war, und alle endlich überzeugen kann zusammenzuarbeiten. |           |                           |                       |              |                                                      |
| 17 | 8         | Ein neuer Highscore       | Setting the Score     | Chris Graham | Dan Milano                                           |
| In der Videospielhalle tauchen zwei neue rüpelhafte Spieler auf, die die bisherigen Highscores überbieten, so auch den von Miko in Sock-em-Rockers. Sie fordert ihren Konkurrenten zu einem Duell heraus, doch weil sie zu lange spielen, glitcht die überhitzte Konsole und ihre Avatare erscheinen auf einem Feld gegeneinander kämpfend. Five kann Miko schließlich dazu bringen, ihren Ehrgeiz zu überwinden und mit dem Spiel aufzuhören, wodurch die Glitche eingefangen werden können. |           |                           |                       |              |                                                      |
| 18 | 9         | Ich bin Mitch Williams    | I’m Mitch Williams    | Hyunjoo Song | Greg Nix                                             |
| Mitch hindert Miko und Five daran, eine Mission im glitchanfälligsten Haus der Stadt anzunehmen, da dies sein Revier sei, doch Phil warnt ihn, dass ein Spezial-Tech es für immer debuggen und die Bewohner ein Dauerverbot für Hinobi-Zubehör erhalten sollen. Miko und Five folgen Mitch in das Haus, das voller kaputter Konsolen und Verlängerungskabel ist und wo sie drei dauerspielende Profi-Streamer antreffen, die Furiosen Vier. Beim Bekämpfen eines Glitch erkennen sie, dass Mitch der vierte der Gruppe ist und die anderen seine Geschwister. Schließlich kann sich die Familie wieder versöhnen und das Haus von Glitchen bereinigt werden, bevor der Spezial-Tech ankommt. |           |                           |                       |              |                                                      |
| 19 | 10        | BITT Prime                | BITT Prime            | Chris Graham | Dan Milano & Sandeep Parikh                          |
| Als Phil damit droht, BITT auszumustern, wollen Miko und Five dem Bot helfen, seinen Speicherplatz aufzuräumen. Dabei öffnen sie die versteckte Datei „Kek-Kuch-Tortel“, was zunächst dazu führt, dass BITT in der Stadt Zutaten für eine Torte zusammensucht, dann aber nach einem Neustart eine Videokassette in einem Haus holt, das sich als Phils herausstellt. Er sieht darauf, dass er selbst es in jüngeren Jahren an sich selbst aufgenommen hatte. |           |                           |                       |              |                                                      |
| Alle Folgen wurden weltweit am 17. August 2020 auf Netflix veröffentlicht. |           |                           |                       |              |                                                      |

## Synchronisation
Die deutschsprachige Synchronisation entsteht nach Dialogbüchern und unter der Dialogregie von Jan Fabian Krüger durch die RRP Media UG in Berlin.
| Rolle                                       | Beschreibung                                | Originalsprecher                            | Deutscher Sprecher                          |
| Hinobi-Mitarbeiter / Glitch Techs in Bailey | Hinobi-Mitarbeiter / Glitch Techs in Bailey | Hinobi-Mitarbeiter / Glitch Techs in Bailey | Hinobi-Mitarbeiter / Glitch Techs in Bailey |
| ------------------------------------------- | ------------------------------------------- | ------------------------------------------- | ------------------------------------------- |
| Hector „Five“ Nieves / Hi-5                 | Glitch Tech-Neuling                         | Ricardo Hurtado                             | Vincent Borko                               |
| Miko Kobuta / Me-K.O.                       | Glitch Tech-Neuling                         | Monica Ray                                  | Yamuna Kemmerling                           |
| Philbert „Phil“ Altiere                     | Hinobi-/Glitch Tech-Boss                    | Scott Kreamer                               | Patrick Giese                               |
| BITT                                        | Roboter-Assistent                           | Dan Milano                                  | Dirk Petrick                                |
| Helpie                                      | virtueller Assistent                        | Dan Milano                                  | Dirk Stollberg                              |
| Mitchell „Mitch“ Williams                   | Glitch Tech-Champ                           | Luke Youngblood                             | Frederic Phung                              |
| Haneesh Jyoshi                              | Mitchs Teammitglieder                       | Sandeep Parikh                              | Imme Aldag                                  |
| Zahra Rashid                                | Mitchs Teammitglieder                       | Zehra Fazal                                 | Franziska van der Heide                     |
| Bergy                                       | Glitch Tech-Neuling                         | Josh Sussman                                | Nicolas Rathod                              |
| Nix                                         | Bergys Mentor                               | Greg Nix                                    | Lucas Wecker                                |
| Barbara                                     | Inspektorin 7                               | Betsy Sodaro                                | Nora Kunzendorf                             |
| Familienmitglieder                          |                                             |                                             |                                             |
| Emilio                                      | Fives Vater                                 | Eric Lopez                                  |                                             |
| „Papi“                                      | Fives Großvater                             | Eric Lopez                                  | Nicolas Buitrago                            |
| „Abuela“                                    | Fives Großmutter                            | Jolene Kim                                  | Marina Erdmann                              |
| Mayumi Kubota                               | Mikos Mutter                                | Stephanie Sheh                              | Anja Nestler                                |
| Mr. Kubota                                  | Mikos Vater                                 | Dee Bradley Baker                           | Frank Kirschgens                            |
| Nica Kubota                                 | Mikos ältere Schwester                      | Rachael Russakoff                           | Cornelia Waibel                             |
| Lexi Kubota                                 | Mikos jüngere Schwester                     | Haley Tju                                   | Sonja Reichelt                              |
| Glitch Techs in Dabney                      |                                             |                                             |                                             |
| Joan Fishback                               | Chefin                                      | Jane Lynch                                  | Anna Dramski                                |
| Ohnenamen                                   | Teamanführer                                | Arnie Pantoja                               | Volkmar Leif Gilbert                        |
| Simi                                        | aus Bailey gewechselt                       | Felicia Day                                 | Betty Förster                               |
| Wes                                         | Zwillinge                                   | Vince Green                                 | Rüdiger Kluck                               |
| Ray                                         | Zwillinge                                   | Afi Ekulona                                 | Paul Matzke                                 |

## Produktion und Veröffentlichung
Glitch Techs wurde von Eric Robles und Dan Milano entwickelt und vom Nickelodeon Animation Studio in Burbank produziert. Angekündigt wurde die Serie erstmals im Mai 2016. Bestellt wurden 20 Episoden, die ursprünglich 2018 erscheinen sollten. Im Januar 2019 wurde die Produktion an der zweiten Hälfte der zwanzig Episoden angehalten, während die Fertigstellung der ersten Hälfte davon nicht betroffen war. Robels stellte klar, dass die Serie nicht gecancelt wurde und Nickelodeon weiterhin die Veröffentlichung einer Staffel mit zwanzig Episoden geplant habe. Nach einem im November 2019 abgeschlossenen Deal einer Partnerschaft zwischen Nickelodeon und Netflix würde Anfang 2020 bekanntgegeben, dass die Serie auf dem Streamingdienst veröffentlicht wird. Die erste Staffel mit neun Episoden, die erste in Doppellänge, erschien am 21. Februar 2020. Die zweite Hälfte der zwanzig Episoden soll am 17. August desselben Jahres als zweite Staffel erscheinen. Milano sagt, es gebe zehn weitere Skripts für bisher nicht umgesetzte Episoden.

## Rezeption
Greg Wheeler schreibt auf The Review Geek: „Glitch Techs ist eine herrlich amüsante und ästhetisch ansprechende Animationsserie, die schillernde handgezeichnete Bilder mit wirklich gut geschriebenen individuellen Geschichten und durchweg guter Moral.“ Die Serie nehme eine erfrischend positive Haltung zu Videospielen ein: „Themen um Freundschaft, Teamwork, Loyalität und Leadership stehen im Vordergrund, aber sind letztendlich der übergreifenden Botschaft unterstellt, wie Videospiele uns zusammenbringen und das Beste aus uns rausholen können.“
John Serba schreibt auf Decider: „Glitch Techs ist bunt, witzig, fröhlich und rasant, aber kein überstimulierender Reizschwall. Die Hauptfiguren sind originell und knackig erstellt, niemals unerträglich und die Handlung ist straff, nicht überfüllt.“